# Zvonimir Sabolović
Zvonimir (Zvonko) Sabolović (Križevci, 23. lipnja 1923. − Beograd, 5. svibnja 2008.)), hrvatski atletičar, trkač kratkoprugaš. Osvajač je srebrnog odličja na Mediteranskim igrama u Aleksandriji 1951. godine u štafetnoj utrci 4 x 400 metara i bronca u utrci na 400 metara te u štafetnoj utrci 4 x 100 metara.
Sudionik Olimpijskih igara 1948. u Londonu, gdje je trčao kao dio jugoslavenske štafete u utrci na 4 x 400 metara koja je u svojoj skupini u 1. krugu bila 4. te 5. u svojoj skupini na 400 metara. Na europskom prvenstvu 1950. u Bruslju bio je treći u svojoj skupini četvrtzavršnice na 400 m, dok je u štafetnoj utrci 4 x 400 metara kao dio jugoslavenske štafete bio četvrti.
Dio je velike skupine Hrvata odnosno športaša iz Hrvatske koji su športsku karijeru poslije drugog svjetskog rata nastavili u Srbiji, u Beogradu. Po sovjetskom uzoru, atletičari su u vojnom ili milicijskom klubu iz glavnog grada imali neusporedivo bolje uvjete. Tako je u Partizanu bilo takvih uvjeta i brojni su športaši iz Hrvatske završili u Beogradu. Tako se našao u društvu Ivana Gubijana, Andrije Ottenheimera, Nede Farčića, Drage Štritofa, Petra Šegedina, Borisa Brnada, Franje Mihalića, Zdravka Ceraja, Kreše Račića, Ivice Karasija (svi u Partizanu) te Diane Sakač Ištvanović, Dane Korice i Dunje Jutronić (Crvena zvezda).